# 南部信民
南部 信民（なんぶ のぶたみ）は、江戸時代末期の大名。陸奥国七戸藩の第3代藩主。盛岡藩の家老・三戸式部の従兄弟にあたる。

## 生涯
天保4年（1833年）4月4日、南部信也の4男として誕生した。父・信也は角屋敷三戸家の3代当主で、信民は南部利視の玄孫にあたる。
嘉永2年（1849年）に南部謹敦が盛岡藩を相続し、謹敦に代わって先代七戸藩主・南部信誉の養嗣子となる。文久2年（1862年）の信誉の死去により家督を相続する。幕末期の動乱の中では本家の盛岡藩と行動を共にし、慶応4年（1868年）の戊辰戦争では奥羽越列藩同盟に参加、新政府側に寝返った弘前藩と戦うなどして活躍した。戦後、新政府から罪に問われて領地を1000石削減された上、養嗣子・信方に家督を譲って強制隠居するように命じられた。しかし、跡を継いだ信方は若年だったため、信民が実際の藩政をなおも取り仕切り、牧畜や養蚕などの産業を奨励し、教育普及に尽くすなどしている。
明治33年（1900年）3月15日、68歳で死去した。

## 系譜
- 父：南部信也（1798-1835）
- 母：横浜勇之助の娘
- 兄：南部済璋（1826-？）
- 兄
- 兄
- 元養父：南部利済（1797-1855）
- 元養母：烈子 - 楢山隆冀の妹
- 養父：南部信誉（1815-1862）
- 養母：秀 - 森長義の娘
- 正室：睦子（1838-1861） - 前田利和の娘
  - 長男：徳次郎
- 継室：磋久子（1834-1905） - 細川興建の娘
- 養子
  - 男子： 南部信方（1858-1923） - 南部利剛の三男